# Rhithrogena siciliana
Rhithrogena siciliana is een haft uit de familie Heptageniidae. De wetenschappelijke naam van de soort is voor het eerst geldig gepubliceerd in 1989 door Braasch.
De soort komt voor in het Palearctisch gebied.